# Doriane Pin

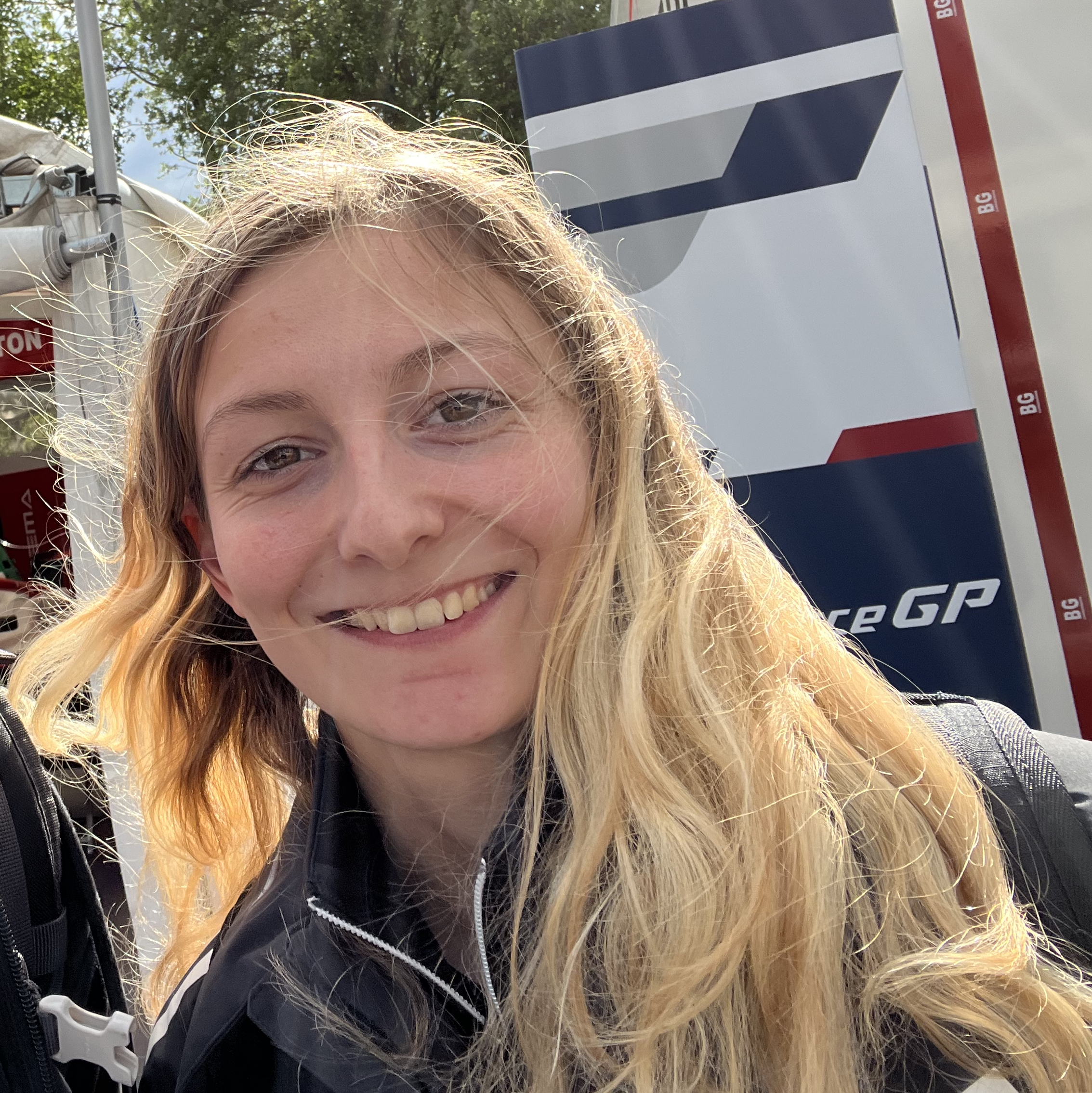
Doriane Pin (2025)

Doriane Pin (* 6. Januar 2004 in Paris) ist eine französische Rennfahrerin, die derzeit für Prema Racing und Iron Lynx unter anderem in der LMP2-Klasse der FIA-Langstrecken-Weltmeisterschaft und der IMSA Weathertech Sportscar Championships antritt. Sie ist die amtierende Ferrari Challenge Europe-Meisterin.

## Karriere

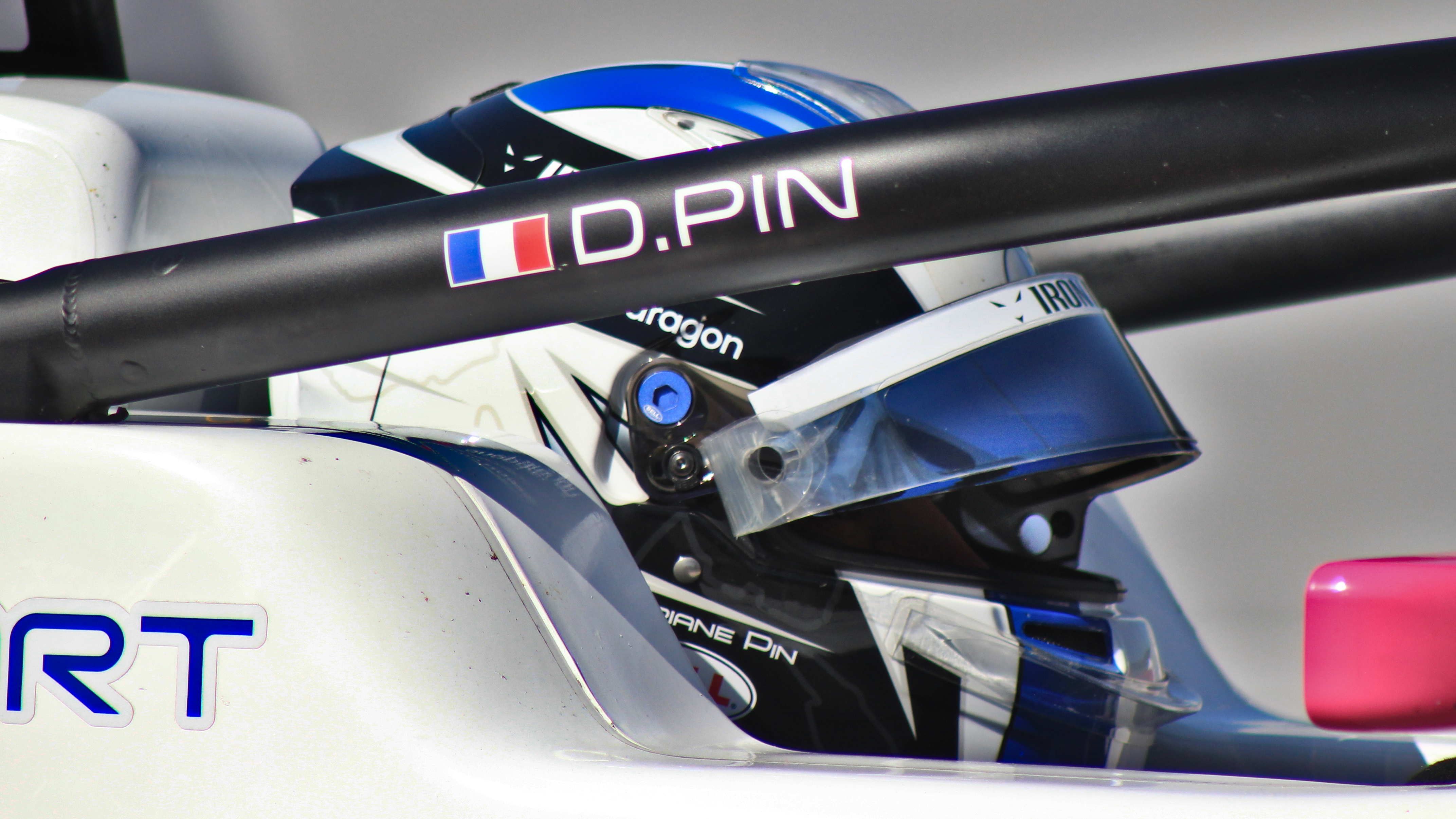
Pin in der Formula Regional European Championship

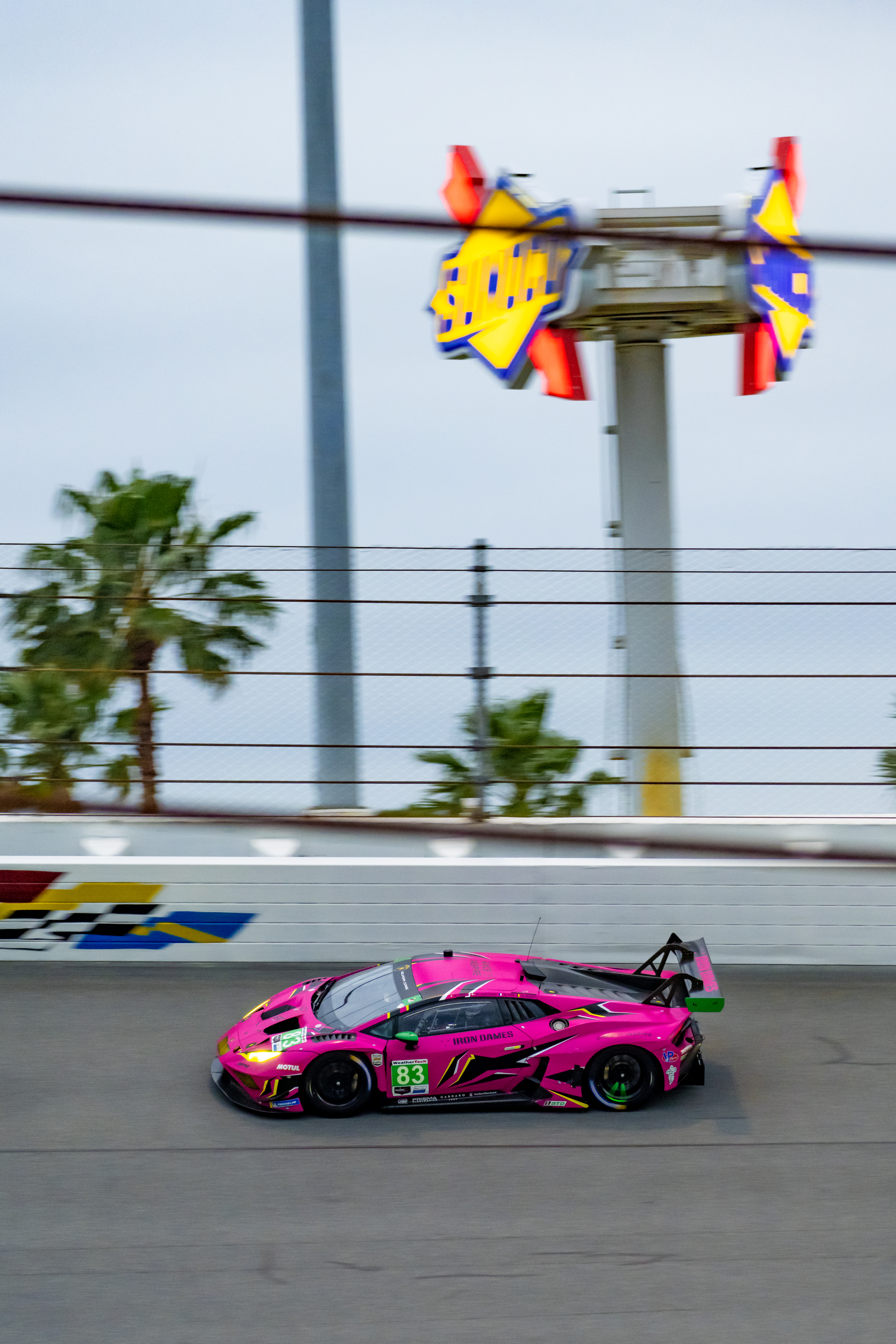
Doriane Pin beim 24-Stunden-Rennen von Daytona 2023 im Iron-Dames-Lamborghini

### Kart
Nachdem sie im Alter von neun Jahren mit dem Kartsport begonnen hatte, nahm Pin 2016 an den nationalen Meisterschaften teil. Sie blieb die nächsten drei Jahre beim Kartsport und belegte in der Juniorenklasse jeweils den 10. und 5. Platz, bevor sie 2019 die weibliche Kategorie gewann. Pin nahm auch an den FIA Motorsport Games im Karting Slalom Cup an der Seite von Esteban Masson teil.

### Renault Clio Cup
Im Jahr 2020 gab Pin ihr Debüt im Automobilrennsport und trat für GPA Racing im Renault Clio Cup France an. Sie nahm an den ersten drei Veranstaltungen der Saison teil und erreichte als beste Platzierung den neunten Platz, bevor sie die Serie verließ.

### Le Mans Cup
Im Jahr 2021 wechselte die Französin in die GT3-Klasse des Le Mans Cup und fuhr dort für Iron Lynx. Erstmals fuhr sie eine gesamte Saison im Automobilrennsport und erzielte fünf Podiumsplätze. In der Abschlusswertung wurde sie Fünfte in der Fahrerwertung.

### FIA Formula 3
Pin wurde ausgewählt, um im November 2021 an einem eintägigen FIA-Formel-3-Test in Magny-Cours teilzunehmen, zusammen mit ihrer Iron-Dames-Kollegin Maya Weug und den Fahrerinnen der W Series Nerea Martí und Irina Sidorkova.

### Ferrari Challenge Europe

#### 2021
Im Jahr 2021 gab Pin ihr Debüt in der Ferrari Challenge Europe in der Pro-Kategorie und wurde in beiden abschließenden Rennen in Mugello Sechste.

#### 2022
Im darauffolgenden Jahr fuhr sie erstmals eine gesamte Saison in der Ferrari Challenge und blieb beim Team Scuderia Niki Hasler - Iron Lynx. Pin dominierte, gewann neun von 14 Rennen, holte zehn Pole-Positions und elf schnellste Runden und holte sich den Titel bereits vorzeitig. Später erklärte sie, dass sie in diesem Jahr „wirklich [gewachsen] sei“ und dass sie in der Saison gelernt hat, wie sie ihrem Team besser Feedback geben kann.

### European Le Mans Series
Nach dem dritten Lauf der European Le Mans Series ersetzte Pin die Schweizerin Rahel Frey in der rein weiblichen Iron Lynx-Mannschaft am Steuer eines GTE-Ferraris für den Rest der Saison 2022 Nach einem frühen Ausfalls in Barcelona konnte das Team beim folgenden Rennen in Spa-Francorchamps den zweiten Platz belegen, wo Pin die schnellste Rennrunde in der GTE-Kategorie fuhr. Das Saisonfinale auf dem Algarve International Circuit brachte noch mehr Erfolg für Pin und ihre Teamkollegen: Auf eine Pole-Position folgte der erste Sieg für das Team in der Geschichte der Serie.

### FIA-Langstreckenweltmeisterschaft (World Endurance Championship)
Bereits in der Saison 2022 hatte Pin ein einzelnes Rennen in der Langstreckenweltmeisterschaft bestritten, als sie beim 6-Stunden-Rennen von Spa an der Seite von Rahel Frey und Christina Nielsen eine Ferrari 488 GTE Evo der Iron-Dames-Mannschaft pilotierte.
Als Belohnung für ihre überaus erfolgreiche Saison 2022 wurde Pin eingeladen, am Rookie-Test der FIA World Endurance Championship teilzunehmen, der am Tag nach dem letzten Rennen der Saison in Bahrain stattfand, wo sie den LMP2-Titelgewinner von Jota steuerte.
Pin gab 2023 ihr Debüt im Prototypen an der Seite von Mirko Bortolotti und Daniil Kvyat ihr Debüt in der WEC im Team von Prema Racing. Die Französin, die nach dem Prolog, dem offiziellen Vorsaisontest, von Bortolotti gelobt worden war, holte ihren ersten Podiumsplatz in ihrer LMP2-Karriere und wurde Dritte, nachdem Bortolotti wenige Minuten vor Schluss an der Spitze liegend nochmals zum Tanken an die Box kommen musste. Mit denselben Teamkollegen bestritt Pin auch ihr erstes 24-Stunden-Rennen von Le Mans. Ihr Rennen endete in der Nacht, als Teamkollege Kwjat in den Porsche-Kurven verunfallte.
Das 24-Stunden-Rennen von Le Mans 2024, wo sie an der Seite von Sarah Bovy und Michelle Gatting einen Lamborghini-LMGT3-Boliden pilotieren sollte, musste sie aufgrund einer Verletzung aus der FRERCA-Meisterschaft absagen.

### IMSA WeatherTech Sportscar Championships
Bei den 24 Stunden von Daytona 2023 griff Pin erstmals in der IMSA ins Steuer eines Boliden. Zusammen mit ihren Iron-Dames-Kolleginnen Michelle Gatting, Sarah Bovy und Rahel Frey belegte man in einem Lamborghini Huracán GT3 abschließend einen 18. Platz in der hart umkämpften GTD-Klasse.

## Ergebnisse Kart

### Karriere Kart
| Saison   | Serie                                 | Team     | Position |
| -------- | ------------------------------------- | -------- | -------- |
| 2016     | Championnat de France — Minime        |          | 20       |
| 2016     | Coupe de France — Minime              |          | 14       |
| 2016     | Challenge Rotax Max France — Minime   |          | 5        |
| 2017     | Championnat de France — Junior        | Rosny 93 | 10       |
| 2017     | Coupe de France — Junior              |          | 8        |
| 2017     | IAME International Final — X30 Junior |          | NC       |
| 2018     | Championnat de France — Junior        |          | 5        |
| 2018     | IAME Finale Nationale — X30 Junior    |          | 12       |
| 2019     | Championnat de France — Féminin       |          | 1        |
| Quellen: |                                       |          |          |

## Statistik

### Zusammenfassung
| Saison | Serie                                                     | Team                             | Rennen | Siege | Poles | Schnellste Runden | Podien | Punkte | Position |
| ------ | --------------------------------------------------------- | -------------------------------- | ------ | ----- | ----- | ----------------- | ------ | ------ | -------- |
| 2020   | Renault Clio Cup France                                   | GPA Racing                       | 6      | 0     | 0     | 0                 | 0      | 198    | 14       |
| 2021   | Le Mans Cup - GT3                                         | Iron Lynx                        | 6      | 0     | 0     | 0                 | 5      | 67     | 5        |
| 2021   | GT World Challenge Europe Endurance Cup - Pro-Am          | Iron Lynx                        | 2      | 0     | 0     | 0                 | 0      | 17     | 23       |
| 2021   | Ferrari Challenge Europe - Trofeo Pirelli (Pro)           | Scuderia Niki Hasler - Iron Lynx | 2      | 0     | 0     | 0                 | 0      | 9      | 9        |
| 2022   | Ferrari Challenge Europe - Trofeo Pirelli (Pro)           | Scuderia Niki Hasler - Iron Lynx | 14     | 9     | 10    | 11                | 13     | 213    | 1        |
| 2022   | Ferrari Challenge Finali Mondiali - Trofeo Pirelli (Pro)  | Scuderia Niki Hasler - Iron Lynx | 1      | 0     | 0     | 0                 | 1      | N/A    | 3        |
| 2022   | FIA World Endurance Championship - GTE Am                 | Iron Dames                       | 1      | 0     | 0     | 0                 | 0      | 1      | 27       |
| 2022   | GT World Challenge Europe Endurance Cup                   | Iron Dames                       | 1      | 0     | 0     | 0                 | 0      | 0      | NC       |
| 2022   | Intercontinental GT Challenge                             | Iron Dames                       | 1      | 0     | 0     | 0                 | 0      | 0      | NC       |
| 2022   | Lamborghini Super Trofeo Europe                           | Iron Dames                       | 2      | 0     | 1     | 0                 | 1      | 0      | NC†      |
| 2022   | Lamborghini Super Trofeo - Grand Finals                   | Iron Dames                       | 2      | 0     | 0     | 0                 | 0      | N/A    | NC       |
| 2022   | European Le Mans Series - GTE                             | Iron Lynx                        | 3      | 1     | 0     | 1                 | 2      | 44     | 9        |
| 2023   | IMSA SportsCar Championship - GTD                         | Iron Lynx                        | 3      | 0     | 0     | 0                 | 0      | 328    | 45       |
| 2023   | Intercontinental GT Challenge                             | Iron Lynx                        | 1      | 0     | 0     | 0                 | 0      | 0      | NC       |
| 2023   | GT World Challenge Europe Endurance - Bronze Cup          | Iron Lynx                        | 1      | 0     | 0     | 0                 | 0      | 2      | 29       |
| 2023   | FIA World Endurance Championship - LMP2                   | Prema Racing                     | 7      | 0     | 0     | 0                 | 1      | 63     | 9        |
| 2023   | Südostasiatische Formel-4-Meisterschaft                   | Prema Racing                     | 6      | 1     | 0     | 1                 | 4      | 82     | 2        |
| 2024   | Formel-4-Meisterschaft der Vereinigten Arabischen Emirate | Prema Racing                     | 12     | 1     | 1     | 1                 | 1      | 66     | 10       |
| 2024   | F1 Academy                                                | Prema Racing                     | 14     | 3     | 5     | 4                 | 8      | 217    | 2        |
| 2024   | IMSA WeatherTech SportsCar Championship                   | Iron Lynx                        | 1      | 0     | 0     | 0                 | 0      | 268    | 53       |
| 2024   | FIA-Langstrecken-Weltmeisterschaft - LMGT3                | Iron Dames                       | 2      | 0     | 0     | 0                 | 0      | 6      | 29       |
| 2024   | Formula Regional European Championship                    | Iron Dames                       | 15     | 0     | 0     | 0                 | 0      | 0      | 27       |
| 2025   | Formula Regional Middle East Championship                 | Mumbai Falcons Racing            | 4      | 0     | 0     | 0                 | 0      | 0      | 29       |
| 2025   | F1 Academy                                                | Prema Racing                     | 2      | 1     | 0     | 1                 | 1      | 31*    | 1.*      |

† Da Pin nur als Gaststarterin teilnahm, war sie nicht punkteberechtigt.
* Saison läuft derzeit.

### Le-Mans-Ergebnisse
| Jahr | Team         | Fahrzeug | Teamkollege       | Teamkollege      | Platzierung | Ausfallgrund |
| ---- | ------------ | -------- | ----------------- | ---------------- | ----------- | ------------ |
| 2023 | Prema Racing | Oreca 07 | ---- Daniil Kwjat | Mirko Bortolotti | Ausfall     | Unfall       |

### 24-Stunden-von-Spa-Ergebnisse
| Jahr | Team       | Fahrzeug                 | Teamkollege      | Teamkollege | Teamkollege | Platzierung | Ausfallsgrund |
| ---- | ---------- | ------------------------ | ---------------- | ----------- | ----------- | ----------- | ------------- |
| 2022 | Iron Dames | Ferrari 488 GTE Evo 2020 | Michelle Gatting | Rahel Frey  | Sarah Bovy  | Rang 18     |               |

### Einzelergebnisse in der FIA-Langstrecken-Weltmeisterschaft
| Saison | Team         | Rennwagen               | 1   | 2   | 3   | 4   | 5   | 6   | 7   | 8   |
| ------ | ------------ | ----------------------- | --- | --- | --- | --- | --- | --- | --- | --- |
| 2022   | Iron Dames   | Ferrari 488 GTE         | SEB | SPA | LEM | MON | FUJ | BAH |     |     |
| 2022   | Iron Dames   | Ferrari 488 GTE         | 30  |     |     |     |     |     |     |     |
| 2023   | Prema Racing | Oreca 07                | SEB | POR | SPA | LEM | MON | FUJ | BAH |     |
| 2023   | Prema Racing | Oreca 07                | 9   | 13  | 19  | DNF | 17  | 20  | 16  |     |
| 2024   | Iron Dames   | Lamborghini Huracán GT3 | KAT | IMO | SPA | LEM | SAO | AUS | FUJ | BAH |
| 2024   | Iron Dames   | Lamborghini Huracán GT3 | 23  | DNF |     |     |     |     |     |     |

### Resultate European Le Mans Series
(fett: Pole Position, kursiv: Schnellste Rennrunde)
| Jahr | Team      | Klasse | Fahrzeug            | Motor                         | 1   | 2   | 3   | 4           | 5     | 6     | Rang | Punkte |
| ---- | --------- | ------ | ------------------- | ----------------------------- | --- | --- | --- | ----------- | ----- | ----- | ---- | ------ |
| 2022 | Iron Lynx | LMGTE  | Ferrari 488 GTE Evo | Ferrari F154CB 3.9 L Turbo V8 | LEC | IMO | MNZ | BCN Ausfall | SPA 2 | ALG 1 | 9    | 44     |

* Saison läuft derzeit.

### Resultate Le Mans Cup
(fett: Pole Position, kursiv: Schnellste Rennrunde)
| Jahr | Team      | Klasse | 1       | 2     | 3     | 4     | 5     | 6     | 7           | Rang | Punkte |
| ---- | --------- | ------ | ------- | ----- | ----- | ----- | ----- | ----- | ----------- | ---- | ------ |
| 2021 | Iron Lynx | GT3    | BAR DNS | LEC 2 | MNZ 2 | LMS 2 | LMS 3 | SPA 3 | POR Ausfall | 5    | 67     |

### Einzelergebnisse in der IMSA WeatherTech SportsCar Championship
| Saison | Team       | Rennwagen                     | 1   | 2   | 3   | 4   | 5   | 6   | 7   | 8   | 9   | 10  | 11  |
| ------ | ---------- | ----------------------------- | --- | --- | --- | --- | --- | --- | --- | --- | --- | --- | --- |
| 2023   | Iron Dames | Lamborghini Huracán GT3 Evo 2 | DAY | SEB | LGB | LSC | WAT | MOS | LIR | ROA | VIR | IND | PLM |
| 2023   | Iron Dames | Lamborghini Huracán GT3 Evo 2 | 44  |     |     |     | 43  |     |     |     |     |     | 34  |

### Resultate FIA Motorsport Games
| Jahr | Team       | Kategorie   | Teamkollege    | Resultat |
| ---- | ---------- | ----------- | -------------- | -------- |
| 2019 | Frankreich | Kart Slalom | Esteban Masson | 18       |

### Resultate Renault Clio Cup France
(fett: Pole Position, kursiv: Schnellste Rennrunde)
| Jahr | Team       | 1        | 2        | 3        | 4        | 5        | 6         | 7     | 8     | 9     | 10    | 11     | 12     | Rang | Punkte |
| ---- | ---------- | -------- | -------- | -------- | -------- | -------- | --------- | ----- | ----- | ----- | ----- | ------ | ------ | ---- | ------ |
| 2020 | GPA Racing | NOG 1 10 | NOG 2 22 | MAG 1 10 | MAG 2 10 | LEC1 1 9 | LEC1 2 13 | LÉD 1 | LÉD 2 | BAR 1 | BAR 2 | LEC2 1 | LEC2 2 | 14   | 198    |

### Resultate Ferrari Challenge Europe
(fett: Pole Position, kursiv: Schnellste Rennrunde)
| Jahr | Team                             | Klasse | 1     | 2      | 3       | 4       | 5     | 6       | 7     | 8       | 9     | 10      | 11      | 12      | 13      | 14      | Rang | Punkte |
| ---- | -------------------------------- | ------ | ----- | ------ | ------- | ------- | ----- | ------- | ----- | ------- | ----- | ------- | ------- | ------- | ------- | ------- | ---- | ------ |
| 2021 | Scuderia Niki Hasler - Iron Lynx | Pro    | MNZ 1 | MNZ 2  | RBR 1   | RBR 2   | BRN 1 | BRN 2   | VAL 1 | VAL 2   | NÜR 1 | NÜR 2   | SPA 1   | SPA 2   | MUG 1 6 | MUG 2 6 | 9th  | 9      |
| 2022 | Scuderia Niki Hasler - Iron Lynx | Pro    | ALG 1 | ALG 21 | LEC 1 4 | LEC 2 3 | HUN 1 | HUN 2 1 | HOC 1 | HOC 2 1 | SIL 1 | SIL 2 1 | MUG 1 3 | MUG 2 3 | IMO 1   | IMO 2   | Sieg | 213    |

### Resultate Ferrari Challenge Finali Mondiali
| Jahr | Klasse             | Team                             | Fahrzeug                  | Strecke | Pos. |
| ---- | ------------------ | -------------------------------- | ------------------------- | ------- | ---- |
| 2022 | Trofeo Pirelli Pro | Scuderia Niki Hasler - Iron Lynx | Ferrari 488 Challenge Evo | Imola   | 3    |

### Einzelergebnisse in der F1 Academy
| Jahr | 1   | 1   | 2   | 2   | 3   | 3   | 4   | 4   | 5   | 5   | 6   | 6   | 7   | 7   | 7   | Punkte | Rang |
| ---- | --- | --- | --- | --- | --- | --- | --- | --- | --- | --- | --- | --- | --- | --- | --- | ------ | ---- |
| 2024 | SAU | SAU | USA | USA | ESP | ESP | NLD | NLD | SGP | SGP | QAT | QAT | UAE | UAE | UAE | 215    | 2.   |
| 2024 | 1   | 9   | 2   | 3   | 7   | 5   | 5   | 1   | 3   | 3   | 1   | C   | 3   | 4   | 6   | 215    | 2.   |
| 2025 | CHN | CHN | SAU | SAU | USA | USA | CAN | CAN | NLD | NLD | SGP | SGP | USA | USA | USA | 63*    | 2.*  |
| 2025 | 4   | 1   | 4   | 3   | 1   | C   |     |     |     |     |     |     |     |     |     | 63*    | 2.*  |

* Saison läuft noch.
| Legende  | Legende            | Legende                                                          |
| Farbe    | Abkürzung          | Bedeutung                                                        |
| -------- | ------------------ | ---------------------------------------------------------------- |
| Gold     | –                  | Sieg                                                             |
| Silber   | –                  | 2. Platz                                                         |
| Bronze   | –                  | 3. Platz                                                         |
| Grün     | –                  | Platzierung in den Punkten                                       |
| Blau     | –                  | Klassifiziert außerhalb der Punkteränge                          |
| Violett  | DNF                | Rennen nicht beendet (did not finish)                            |
| Violett  | NC                 | nicht klassifiziert (not classified)                             |
| Rot      | DNQ                | nicht qualifiziert (did not qualify)                             |
| Rot      | DNPQ               | in Vorqualifikation gescheitert (did not pre-qualify)            |
| Schwarz  | DSQ                | disqualifiziert (disqualified)                                   |
| Weiß     | DNS                | nicht am Start (did not start)                                   |
| Weiß     | WD                 | zurückgezogen (withdrawn)                                        |
| Hellblau | PO                 | nur am Training teilgenommen (practiced only)                    |
| Hellblau | TD                 | Freitags-Testfahrer (test driver)                                |
| ohne     | DNP                | nicht am Training teilgenommen (did not practice)                |
| ohne     | INJ                | verletzt oder krank (injured)                                    |
| ohne     | EX                 | ausgeschlossen (excluded)                                        |
| ohne     | DNA                | nicht erschienen (did not arrive)                                |
| ohne     | C                  | Rennen abgesagt (cancelled)                                      |
| ohne     | keine WM-Teilnahme |                                                                  |
| sonstige | P/fett             | Pole-Position                                                    |
| sonstige | 1/2/3/4/5/6/7/8    | Punktplatzierung im Sprint-/Qualifikationsrennen                 |
| sonstige | SR/kursiv          | Schnellste Rennrunde                                             |
| sonstige | *                  | nicht im Ziel, aufgrund der zurückgelegten Distanz aber gewertet |
| sonstige | ()                 | Streichresultate                                                 |
| sonstige | unterstrichen      | Führender in der Gesamtwertung                                   |